# 以斯拉·米克
以斯拉·摩根·米克（1830年12月29日—1928年12月3日）是美国拓荒先锋，华盛顿领地皮阿拉普首任邮政局长和首任市长。他年轻时从爱荷华州移居太平洋海岸，乘牛车走过奧勒岡小徑。年长后他致力纪念小径，反复游历年轻时走过的道路。
米克生于俄亥俄州巴特勒县，父母分别叫雅各布和菲比，童年时一家人移居印第安纳州。他1851年迎娶伊丽莎·简·萨姆纳，次年两人带着新生儿与米克的哥哥前往俄勒岡領地圈地定居。行经俄勒冈小道的半年旅程历经艰险，所幸四人都活下来。在波特兰附近短暂停留后，米克带家人北上至普吉特海湾地区过活。1862年米克一家定居今皮阿拉普地界，他靠种啤酒花发家，人称“世界啤酒花之王”。1887年米克氏已经非常富裕，夫人为家人建起大型府邸。1891年米克的庄稼基本毁于指頭蚜，财富严重缩水。此后他尝试多条路子，四次前往克朗克代做杂货生意，想靠淘金热翻身，但都没什么效果。
米克确信世人在逐渐遗忘俄勒冈小径，决定向公众宣传，推动建造纪念物、保证小径在史上留下一席之地。1906至1908年，年近杖朝的米克乘马车重返俄勒冈小径，争取在沿途社区竖立纪念物。他一路走过纽约和华盛顿哥伦比亚特区，与西奥多·罗斯福谈笑风生。他在去世前20年反复走过小径，其中1910至1912年乘牛车，1924年乘飞机。1928年他获亨利·福特赞助乘车上路，但在途中病倒，回华盛顿州后再度病倒，同年12月3日以97岁高龄去世。米克一生创作多部著作，他的事业长期由俄勒冈－加利福尼亚小径协会等组织延续。

## 早年经历

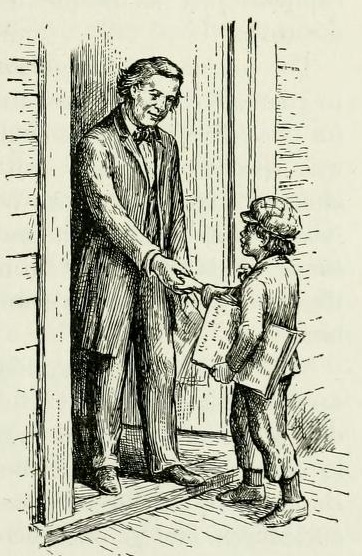
米克给亨利·沃德·比彻送报

以斯拉·摩根·米克1830年12月29日生于俄亥俄州巴特勒县亨茨维尔附近，父亲叫雅各布·米克（1804至1869年），母亲菲比·贝克（1801至1854年）婚后随夫姓。父亲祖籍新泽西州伊丽莎白，祖上很早就在此定居，米克氏约有20人为美国独立而战。雅各布与菲比共有六个孩子，以斯拉排第四，另外五人分别是长兄约翰、二哥曼宁（出生一周便夭折）、三哥奥利弗、五妹汉娜、六弟克拉克。
雅各布务农并经营磨坊，1839年带家人从俄亥俄州移居印第安纳州印第安納波利斯附近，以斯拉和哥哥奥利弗跟在家人乘坐的马车后步行320公里。以斯拉基本没接受正式教育，多年后他估计一共也就半年。菲比觉得以斯拉脑子不够灵便，不大适应正式教育，让儿子打零工挣钱。他在《印第安纳波利斯日报》当印刷学徒，日常工作包括向地方牧师亨利·沃德·比彻等订户送报。以斯拉外公在辛辛那提经商，1845年留给女儿一千美元，足以买个农场。父亲知道以斯拉相比室内工作更中意户外生活，农场就由以斯拉负责，雅各布经营磨坊。

## 移居俄勒冈领地（1852年）
1851年5月，米克与从小就爱慕的伊丽莎·简·萨姆纳结为连理。萨姆纳氏住处距印第安纳波利斯6.5公里，与米克氏一样务农并且没请帮工。米克求婚时表示这辈子就想务农，伊丽莎接受，只要求自家有地而不是给别人种。1851年10月，新婚夫妇前往爱荷华州埃迪维尔租下农场；两人听说此埃迪维尔土地根本不要钱，但实情并非如此。以斯拉在测量员营地耕作，与身怀有孕的夫人一样觉得此地冬季很难受。俄勒岡領地土地不要钱且气候温和的消息传遍大草原，奥利弗准备和朋友一起从印第安纳波利斯附近前往俄勒冈领地，顺道邀弟弟同行。以斯拉和伊丽莎犹豫好一阵才于1852年4月初决定踏上奧勒岡小徑，此时长子马里恩已经满月。

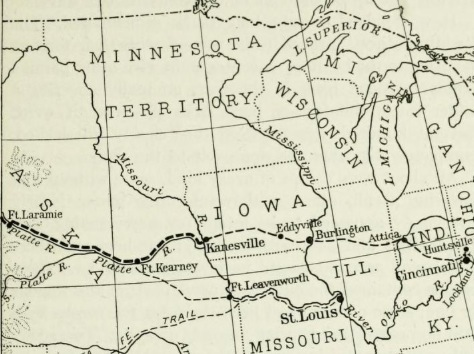
米克氏旅程东半段，到左侧拉勒米堡止（图上Ft. Laramie）

以斯拉一家与奥利弗四月踏上前往俄勒冈的旅程，全程约3200公里。他们乘坐的牛车栓有两軛公牛、一轭母牛，另牵有一头母牛，一路同行的威廉·巴克要到接近终点时改道前往加利福尼亚州。牛车由巴克组装，米克挑选拉车和带走的动物，伊丽莎细心准备食粮。众人以非正式协定同行，没有谁一个人说了算。
奥利弗几位住在印第安纳波利斯的朋友在米克等人走出爱荷华州前赶来同行，众人从摩门教小定居点坎斯维尔（今爱荷华州康瑟尔布拉夫斯）跨过密苏里河。据米克回忆，踏上河对岸时感觉就像离开美国。他们沿普拉特河向西进入內布拉斯加領地，路上行人众多，这年米克等人看到的西行拓荒者始终不少于数万人，有时多辆畜力车齐头并进。其他人都在尽快赶路，但米克等人保持步调缓慢而稳定。无数人为减轻负担抛弃物品，西行路上许多匆匆赶到前面的人又被米克等人反超，还有许多人畜力车损坏或牲畜死于照顾不周。疾病风险伴随旅程始终，经过现今内布拉斯加州卡尼附近时奥利弗病重，众人立场不一，包括未来愛達荷領地总督大卫·巴拉德在内大部分奥利弗的朋友不愿就地等待。奥利弗四天后康复，可谓相当幸运，以斯拉后来估计从俄勒冈小径西迁的人约有一成丧生。以斯拉还记得遇到车队缓慢朝反方向行驶，这些人最远的已经走到拉勒米堡，但队伍中的男子全部死亡，孤儿寡母希望回到东部故居重拾生活。米克此后再没听到消息，不知他们是否活下来。据地方史学家伯特·韦伯和韦吉·韦伯记载，沿途大量人员丧生对青年时代的米克触动很大。

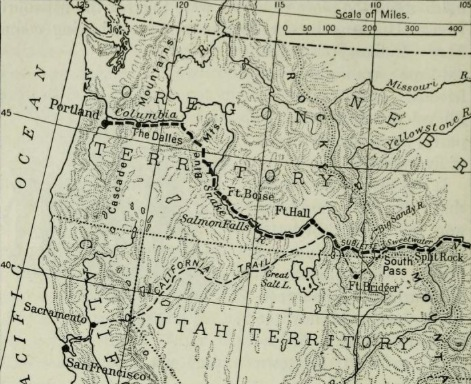
米克氏旅程西半段

途中遇到的部分原住民要求白人拿粮食充当买路钱，但根本没人给，而且不给最后也不会暴力收场。大量美洲野牛在北美大平原游荡，有些被行人开枪打死留作肉食。野牛一方面是食物来源，另一方面也会毁坏财物，踩死或撞死不可替代的牲畜。俄勒冈小径在爱荷华州东南部分支连接加利福尼亚小径，巴克等人在此与米克氏分道扬镳前往加利福尼亚州，与米克的友谊持续终身。
对于米克等人来说，恰是博伊西堡至沃斯科縣达尔斯这最后一段路最难走。路上不是山就是沙漠，物资基本没法补充。精疲力竭或补给不足的人踏上这560公里路程后往往埋骨路旁，许多人抛弃带着穿过半个大洲的行李，只保留食粮，还有不少人担心挺不过这段路，选择顺斯内克河与哥倫比亞河漂流，最后往往遇上急流葬身鱼腹。达尔斯可渡河前往波特兰，米克等人身边移民五花八门。他们在渡口挣钱买船票，奥利弗带着牧畜踏上对岸土地，1852年10月1日与抵达波特兰的弟弟一家团聚，当晚是大家离开爱荷华州以来首次在室内过夜。以斯拉大约瘦掉九公斤，手头只剩两美元75美分现金。随行所有人都活着抵达目的地，但奥利弗来自印第安纳州的朋友雅各布·达文波特在接近终点时染疾，抵达波特兰数周后去世。带上路的牧畜只有一头母牛在穿过密苏里河时失落。以斯拉自认经过俄勒冈小径的考验才算长大成人。

## 俄勒冈领地拓荒先锋

### 早年

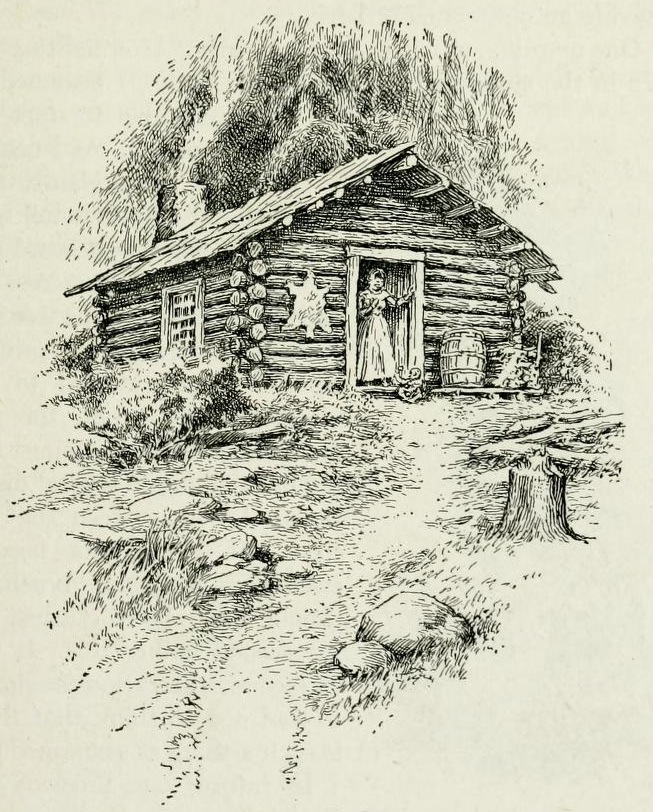
米克立在卡拉马的木屋

米克在太平洋西北地区首份工作是为停留波特兰的船卸货。他搬到正建造码头与波特兰竞争的哥伦比亚县圣海伦，奥利弗租房给工厂住宿，以斯拉协助哥哥。以斯拉和伊丽莎此时已决心经营农场，圣海伦放弃码头建造后，他四处寻找适合耕种的土地。
米克1853年1月对波特兰下游约64公里、今卡拉马境内地块主张所有权，在此立起木屋开始建造第一个农场。农场距河道尚远，事实证明此举颇为明智，主张所有权后不久汹涌的洪水就随哥伦比亚河奔腾而至。洪灾成为他的宝贵机遇，把砍倒的树木和洪水所留原木都当木材出售。
米克1853年4月听闻哥伦比亚河以北的土地即将单独划为美国领地（华盛顿领地），首府设在太平洋海岸上的普吉特海湾，决定和哥哥北上圈占河流周边土地。普吉特海湾地区此时仅有约五百欧裔居民，其中两成住在后来成为领地首府和州首府的奥林匹亚。居民人数稀少但社会活动丰富，普吉特湾木材推动旧金山建筑热潮。米克兄弟对普吉特海湾第一印象不好，很不喜欢潮水退去后露出的泥滩不喜。他们继续前行，造小船沿河漂流，从遇到的友好印第安人手中购买蛤蜊，学习如何烹饪贝类。两人聘请原住民为向导探索当地，寻找位置理想的良田。米克等人一度进入尚无白人居住的皮阿拉普河地区，在今皮阿拉普地界扎营，但最后因大树太多难于开荒放弃。他们决定在麦克尼尔岛开荒，农产品送到不远的繁华小镇斯特莱库姆出售。奥利弗留在岛上建木屋，以斯拉回去把家人和财产带来，在卡拉马卖掉之前主张所有权的土地。回岛后他们在建起的木屋安装玻璃窗，窗口俯瞰流向斯特莱库姆的河水，还能看到雷尼尔山。米克氏在岛上圈占的土地后来建起麦克尼尔岛矫正中心。

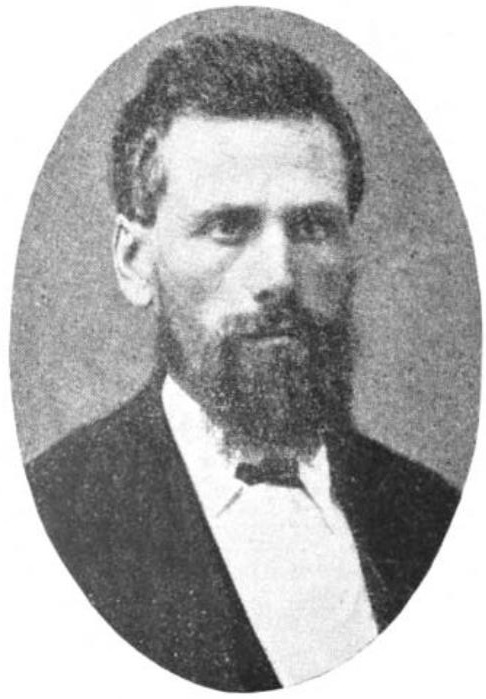
1854年米克23岁

1853年末，米克兄弟收到父亲早在三个月前发出的信，自称想带其他家人前来，希望奥利弗回印第安纳波利斯帮忙。两人马上回信表示奥利弗将在次年初回印第安纳州，同时搁置已有计划为后者乘汽船和火车返乡准备资金。以斯拉1854年8月听闻亲属已经上路，行程因钱粮不足耽搁。他马上动身前去协助，准备带他们从纳切斯山道进入普吉特海湾地区。但在第一个瓦拉瓦拉堡附近（今华盛顿州里奇兰附近）找到家人时，他才得知母亲和弟弟已经死在路上。以斯拉引领其他人通过纳切斯山道，抵达他在麦克尼尔岛的地盘。
雅各布·米克觉得岛上潜力有限，带家人在塔科马附近圈地，还在斯特莱库姆经营杂货店。1855年11月5日，以斯拉在塔科马东南蕨山附近圈占131.6公顷土地并起名“沼泽地”。他开始改良土地，栽培花园和果园。
白人定居者根据1854年《麦迪辛溪条约》向印第安人买地。原住民是在胁迫下签约，其中规定的保留地不足。1855年普吉特湾战争爆发，当地此后两年动荡不安。以斯拉与印第安人关系很好，没有参与武装冲突，只陪一队人前去找回落入印第安人之手的财物。尼斯奎利人酋长莱希被捕，检察官认为他应对冲突期间的杀戮负责，最后法庭判决莱希谋杀罪名成立，1858年处以绞刑引发争议。案件首次审理以流审告终，米克当时是陪审员，与另一人都认为被告当时是在作战，罪名不成立。案件再度审判裁定罪名成立并判绞刑。米克认为判决有误，晚年著作还谈到此事。1895年他租下专列把白人带到尼斯奎利部落，参加莱希遗体重新下葬仪式。2004年华盛顿州参议院通过决议认定莱希遭受不公待遇，华盛顿州最高法院前任和时任大法官组成特别历史法庭裁定莱希与据称死于他手的人都是战斗人员。

### “世界啤酒花之王”
米克的“沼泽地”农场土地太贫瘠，实在难以维持，一家人继续在斯特莱库姆开店。1861年1月5日，奥利弗到旧金山采购后搭“北方人号”回家，因船在加利福尼亚州近海沉没遇难。为此行还向他人借钱的米克氏损失惨重，以斯拉几乎一贫如洗。以佔屋取得皮阿拉普河谷地块所有权后，米克1862年把妻儿子女迁至该地。清理自有土地之余，他还靠帮他人清理土地挣钱。父亲和长兄约翰同样在河谷取得土地，其中后者1859年乘船赶来华盛顿领地后定居皮阿拉普河谷。以斯拉1861年竞选华盛顿领地驻国会代表失利，1869年竞选皮尔斯县测量员又以116票比138票不敌詹姆斯·加拉格尔
奥林匹亚啤酒商艾萨克·伍德1865年从英国进口蛇麻，期望在太平洋西北地区取得好收成。蛇麻的花又称啤酒花，可调味啤酒，此时尚未传入西部，无论从英国进口还是纽约购买成本都很高，伍德希望普吉特海湾地区农民种植并向他供货。他和雅各布·米克是朋友，把蛇麻送给后者种植，雅各布分出一些给以斯拉。蛇麻生产态势极好，米克氏把成果卖给伍德共进账185美元，在当时的皮阿拉普河谷可谓一大笔钱，促使蛇麻种植规模激增。先吃螃蟹的以斯拉不断扩大规模，种植蛇麻达两百公顷，还在河谷建起首批啤酒花烘干窑。此后多年米克一直在向波特兰啤酒商亨利·韦恩哈德供货。

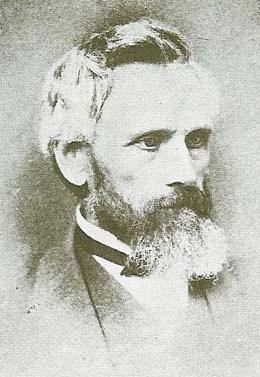
1880年左右的米克

事实证明，河谷肥沃的土地与温和气候对种植啤酒花非常理想。作物茁壮成长，收成达到一般水平的四到五倍，米克见缝插针自办啤酒花经纪业务。他1870 年撰写80页宣传册《喀斯喀特山脉以西的华盛顿领地》促进领地投资，又乘船前往旧金山，再从新建成的横贯大陆铁路东行，希望推动铁路延长到华盛顿领地。他为宣传拜访以鼓吹“年轻人，向西去”闻名的报社编辑霍勒斯·格里利和铁路大亨杰伊·库克，库克正修建穿越美国北部的北太平洋铁路，购买米克的宣传册送给潜在投资商，还聘请米克为铁路吸引公众兴趣。米克在曼哈顿的办公室上班时穿着像城里人，但还保留边疆生活习惯，经常在咖啡里加奶油。
米克1877年递交城镇建造规划图，覆盖范围主要是自家木屋周边。他为小镇取名皮阿拉普，据称名字源于当地印第安语“慷慨的人”。地方邮局以往人称“富兰克林”，是美国常见地名。米克是镇上首任邮政局长，声称新名字有望一直保持独特。他事后承认造访英格兰时“皮阿拉普”的发音招来误解，而且对于外地人来说一直难以适应。

米克竭力改善当地生活水平，为城镇建筑、园林、剧院、酒店捐地捐钱，还为木制品厂支付起步费用。以斯拉·米克历史学会1972年推出的宣传册写道：
米克先生是多年来社区的活力源泉，河谷内一切事物几乎都有他的贡献。他不知疲倦、充满力量，堪称天生的领导人，是激励皮阿拉普市民对街道、道路、住宅、学校、企业建设等重大议题采取行动的源动力，促使大家齐心协力，把树林改造成全州先进社区。任何事业哪怕他不是主导，也肯定在核心岗位积极贡献。

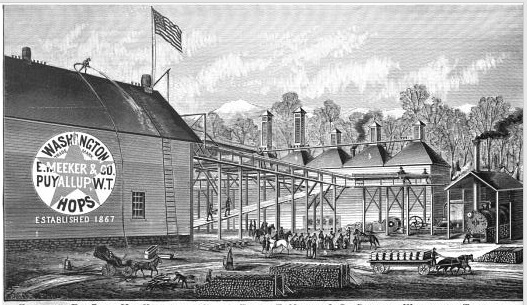
啤酒花之王领地

米克等大批农民靠啤酒花发家致富，他一度自称靠此赚到50万美元。1880年他写出首部著作《美国啤酒花文化》，很快得名“世界啤酒花之王”，在19世纪80年代成为华盛顿领地头号富翁，把蛇麻经纪行开到伦敦。1885至1886年北美、中美、南美洲博览会在新奥尔良召开，米克是华盛顿领地代表，博览会结束后又到伦敦举办的殖民地与印度博览会参展。1886年他争取共和党华盛顿领地国会代表提名，在党代表大会经过多轮投票最终落败。米克支持妇女选举权，但华盛顿领地经长期政治斗争始终无法达成一致，1889年建州后很长时间都没定论。
伊丽莎希望改善家人住宿品质，1887至1890年在皮阿拉普建起豪宅，后称“米克府邸”。2.6万美元的建造成本当时可谓非常惊人，意大利画家与米克氏同住一年，仔细在天花板上画下精细装饰。米克一家1890年迁入，皮阿拉普同年正式依据州法成立，米克氏把老宅所在地捐给新生小镇建公园。米克1890年出任皮阿拉普首任市长，1892年再度当选（两次任期不连续）。

## 血本无归、克朗克代淘金热

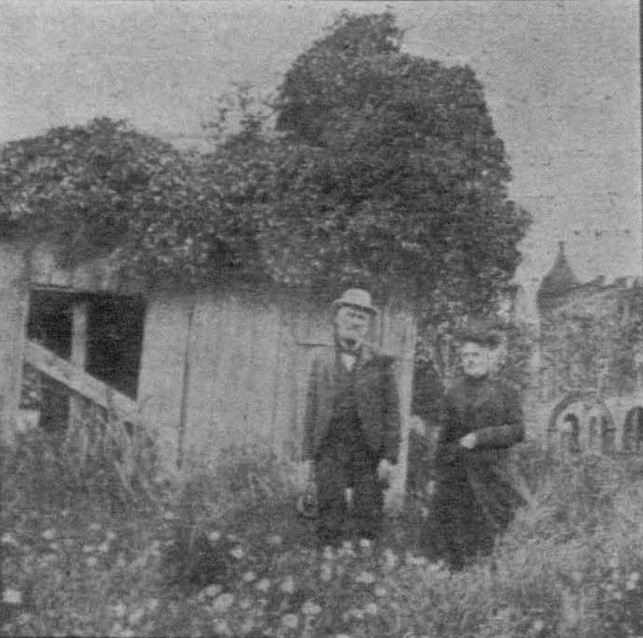
米克夫妇站在皮阿拉普故居旁，摄于19世纪90年代

1891年，啤酒花蚜虫枯萎病席卷不列颠哥伦比亚省至加利福尼亚州的北美洲西岸。人们用各种液体喷雾消灭害虫，但杀虫剂也对作物有害。1892年，作物与灾情前相比产量减半。许多从米克手中预支货款的农民无力偿还，席卷全球的严重经济危机1893年恐慌令局面雪上加霜。米克投资的皮阿拉普电灯公司等企业接连倒闭，他大部分资产付诸东流，最后土地也被没收。
米克1895年冬在伦敦找路子东山再起，1896年阿拉斯加和加拿大都发现黄金，米克从英国返回时马里恩与佛雷德二子都准备赶到阿拉斯加库克湾。赶到时有价值的地盘都被瓜分，但米克氏另辟蹊径，在对产权转让缺乏了解的情况下成立公司专门买卖采矿权。1897年，米克带儿子前往不列颠哥伦比亚省东南的库特尼，想从当地发现黄金的风口分一杯羹。已经66岁的米克承担全部劳务，两个儿子都在加拿大提出所有权主张，但接手矿藏必须追加投资。米克到纽约与有交情的人面谈筹资，许多人满口答应，但真给钱的没几个。返程期间他在伊利诺伊州和明尼阿波利斯都没筹到钱，1897年7月回到库特尼为所有权奔走。同年加拿大西北地区克朗代克发现黄金的消息公布，米克觉得更有胜算，派儿子佛雷德前往查探。佛雷德11月回报，米克氏为远赴克朗代克淘金争取资助，但无法从投资者手中筹得足够金额。

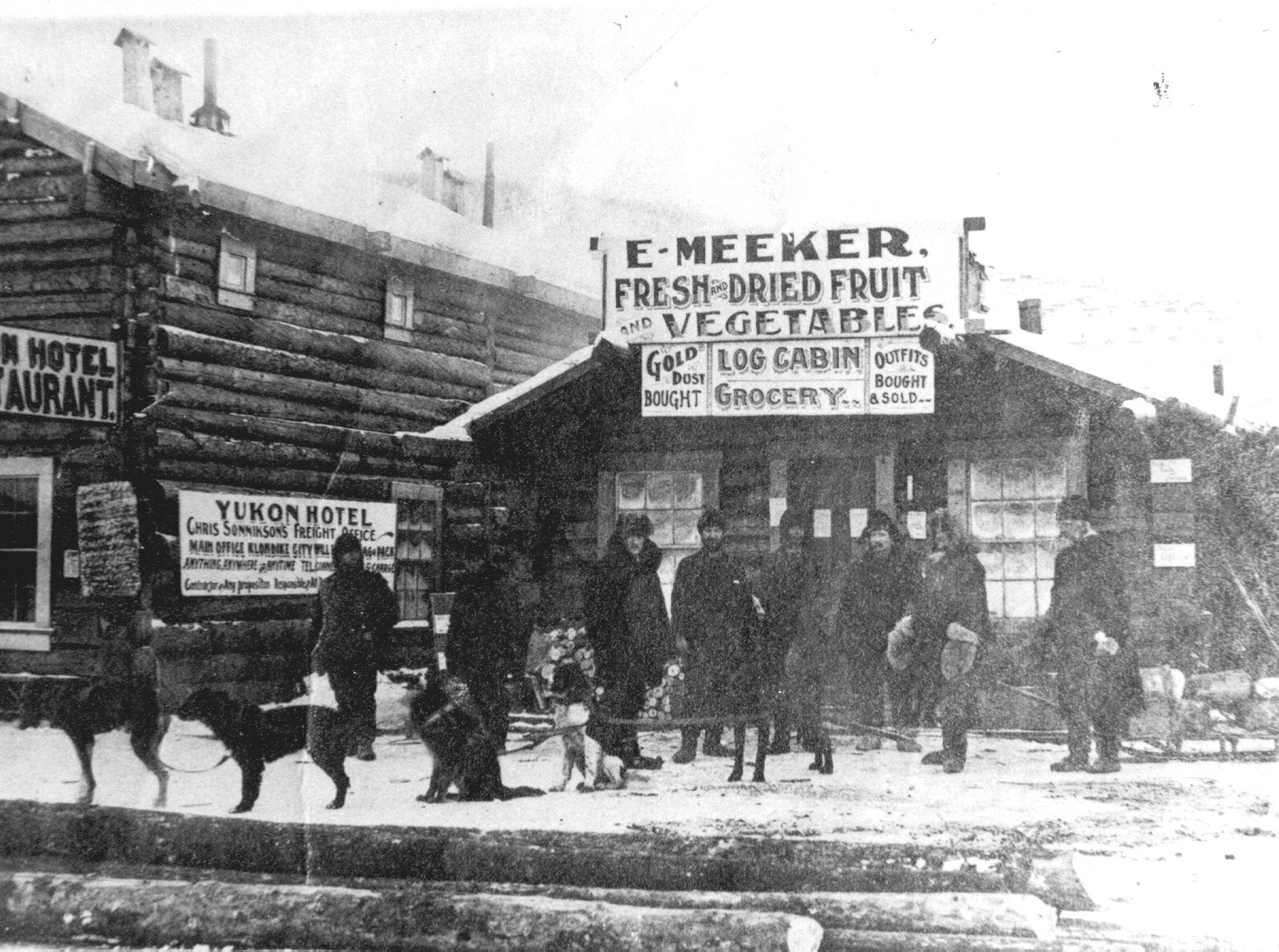
米克（最右）在道森市克朗代克开办的首家杂货店（1898年11月19日）

筹不到挖矿资金不足以动摇米克搭上淘金热致富快车的信心，1897年冬他和夫人基本都在烘干蔬菜，次年3月20日他带着14吨干货前往阿拉斯加州史凯威，佛雷德和夫人克拉拉早已穿过边境进入即将划为育空地區的加拿大地界。米克已是67岁高龄，带着经商合伙人跨过陡峭的奇尔库特山口。成千上万人选择船只或木筏，他五月下旬刚解冻就顺育空河漂流而下，短短两周便在道森市卖完蔬菜。七月回到皮阿拉普后，他又备好更多的货在八月出发。他和女婿罗德里克·麦克唐纳在道森市开办“木屋杂货店”，就地过冬。

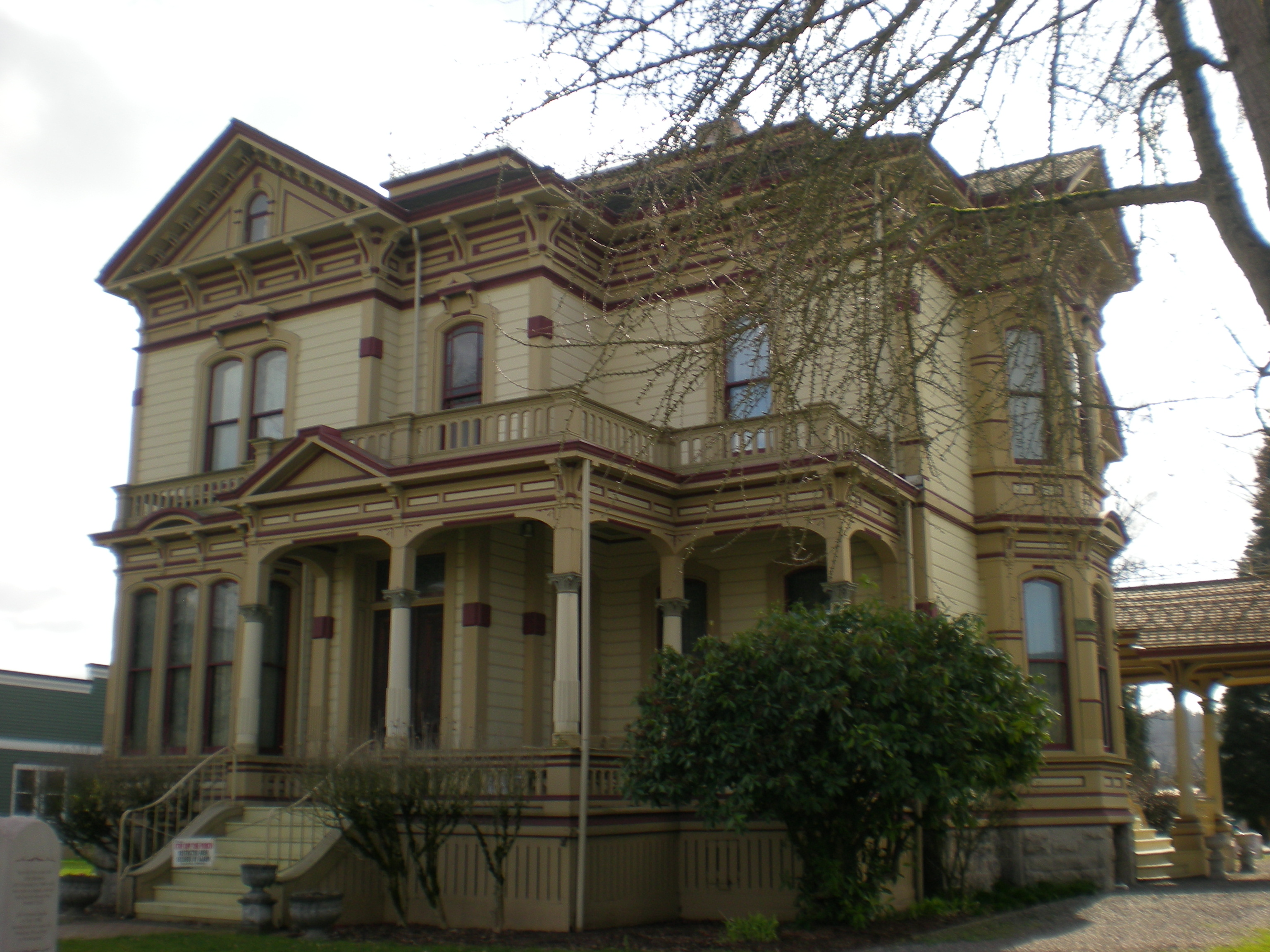
米克府邸（2008年）

米克1899和1900年两度前往育空，经销杂货的钱基本在投入金矿后亏损。1901年1月30日佛雷德在道森城死于肺炎后就地下葬，同年四月以斯拉最后一次离开克朗克代。米克的著作自称1901年突然离开育空是因为采矿亏损，同时与夫人的金婚纪念将至。学者丹尼斯·拉森是研究米克生平的专家，他的著作认为传主远赴克朗克代背后存在深层原因，很可能是那些在米克投资企业损失资产的人把眼光投向米克府邸，企图取得米克家最后残存的主要资产。1901年中期，伊丽莎以一万美元价格把房产卖给女儿卡罗琳和女婿埃本·奥斯本，同年以斯拉和夫人签署文件声明房子是伊丽莎独有，不是以斯拉付钱建造。与女儿女婿签署的卖房合同规定以斯拉和夫人可以一直在米克府邸居住，只需支付50美元月租。1909年夫人去世后以斯拉搬出府邸，奥斯本夫妇1915年卖掉房子。埃本·奥斯本1922年去世，91岁的岳父还在世。

## 宣传俄勒冈小径

### 准备1906年再踏俄勒冈小径
米克离开克朗克代后住在皮阿拉普，1891年协助创办华盛顿州历史学会并担任主席，平时勤于写作。据以斯拉·米克历史学会记载：
他已71岁高龄，一生敢于探险、辛勤劳作、当过测量员和码头工人，务农经商、领导社区、建设城市、环游世界、采矿写作，曾是全州头号富翁。赚的赔的都有好几百万。他赚钱不为囤积居奇，而为发展、建设、推广、制约力量，但钱已经没了。大家都以为他终于游子归乡，在美丽河谷静养天年。其实才不是呢，他还有许多梦想。
米克很早就打算用花岗岩路碑标识1852年走过的俄勒冈小径，20世纪初他认定小径面临为后世遗忘的危险。农民开荒持续蚕食小径，沿线城镇不断发展，街道与建筑逐渐取代小径位置。米克认为小径在缓慢消亡，保护迫在眉睫。他想妥善标识小径，为死者竖立纪念物。
米克计划再乘牛车沿小径旅行，为诉求吸引公众注意，认为可借此筹得充足资金建造标识并维持个人生活。许多小贩乘畜力车往返小径销售专利秘方，但米克自信身为真正的拓荒先锋，他能讲述小径的真实历史，结合与历史相符的装备必将脱颖而出。他相信报纸定然闻风而动，充分报导他的行程。

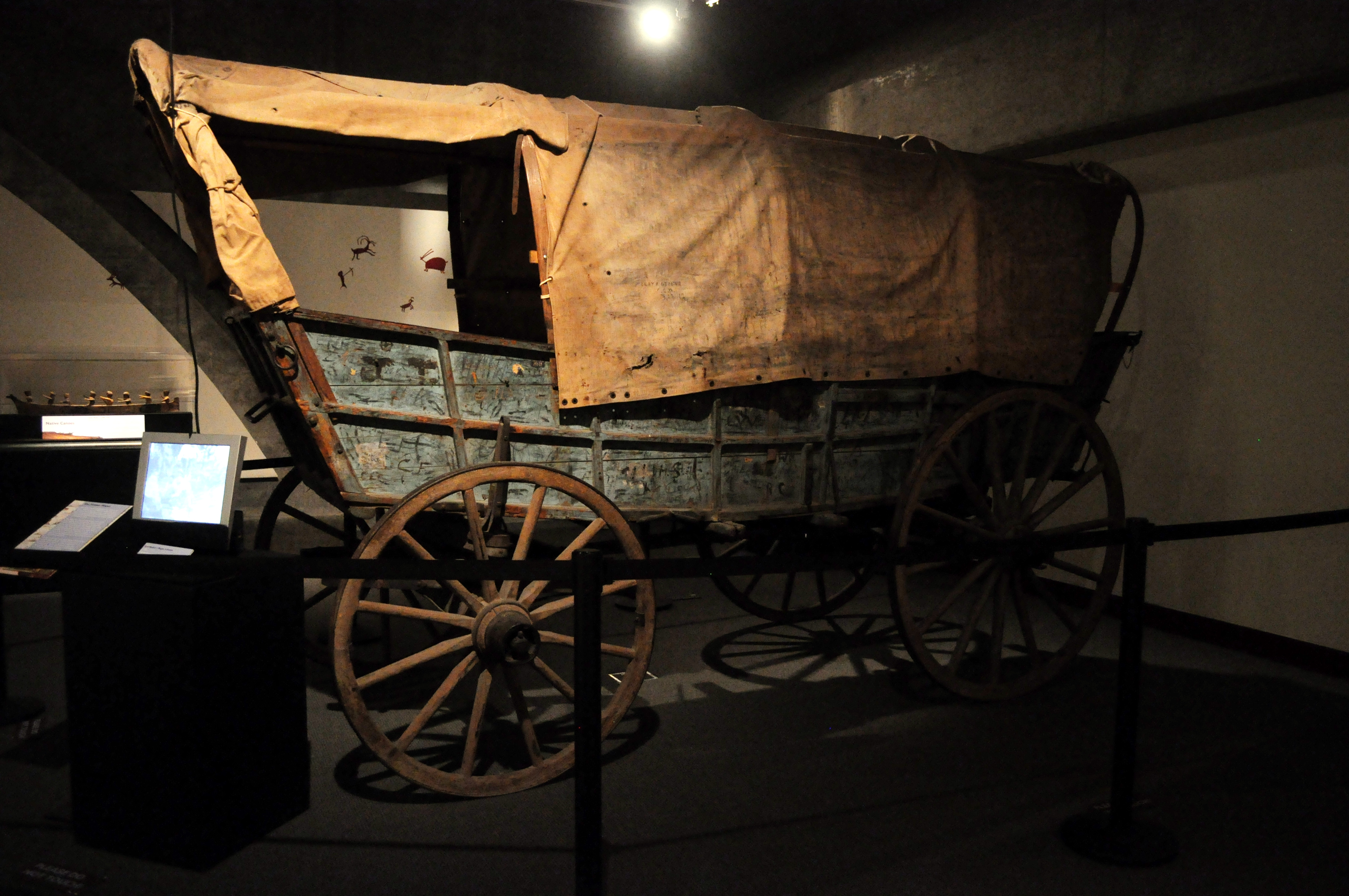
2012年以斯拉·米克的畜力车临时在华盛顿州历史博物馆向公众展出

没多少钱的米克向朋友筹资。1906年篷车在皮阿拉普已经很罕见，米克找不到完整车辆，最后利用三辆车的残留金属部分，由当地克莱恩和麦考伊公司拼装。米克找到两头公牛，其中一头不合适但牛主要求要买就买一双。不适合拉车的公牛叫“特威斯特”，米克把它关在塔科马牲畜饲养场再去找别的牛。米克相中蒙大拿州运来的家牛，选择特别重的一头并起名“戴夫”。戴夫给米克带来很多困难，首先便是买牛后还要运回13公里外的皮阿拉普，但它后来的确拉着牛车走过超1.3万公里。

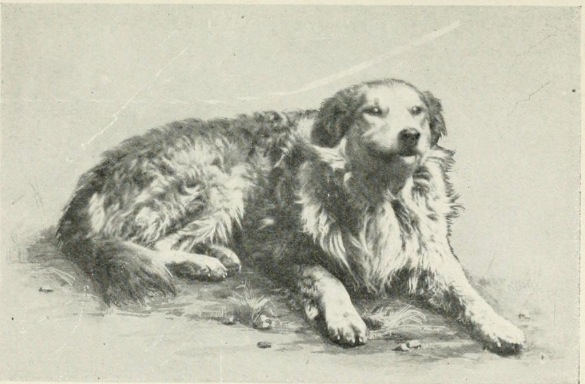
米克的狗“吉姆”

1852年踏上俄勒冈小径时米克车上没狗，但他知道人们喜欢狗，这次准备带狗上路。牧羊犬吉姆体型壮实、态度友好，是他此后六年的忠实伙伴，狗主人詹姆斯先生是米克近邻。看到吉姆只需缓慢靠近就能把詹姆斯家浆果地的鸡赶跑，米克颇感惊叹，向詹姆斯的孩子支付五美元买下狗。米克的朋友劝他年纪大了不要再冒险上路，地方神职人员警告“计划不切实际”，声称“让老人开始旅程，最后死在群山峻岭间实在残忍”。
米克曾于1905年驾驶牛力车到波特兰参加刘易斯和克拉克远征百年纪念博览会，沿途留意哪些地方适合为开拓先锋从哥伦比亚河走向普吉特海湾的考利茨小径竖立纪念物，与沿途城镇居民达成协议筹资立碑。他为筹资讲演但收效甚微，只记得他是“啤酒花之王”的人报以嘲笑，米克不为所动带队试驾一天。他花费数天先后在自家草坪和附近地点练习扎营，1906年2月19日从奥林匹亚踏上征程。

### 回归小径（1906至1908年）

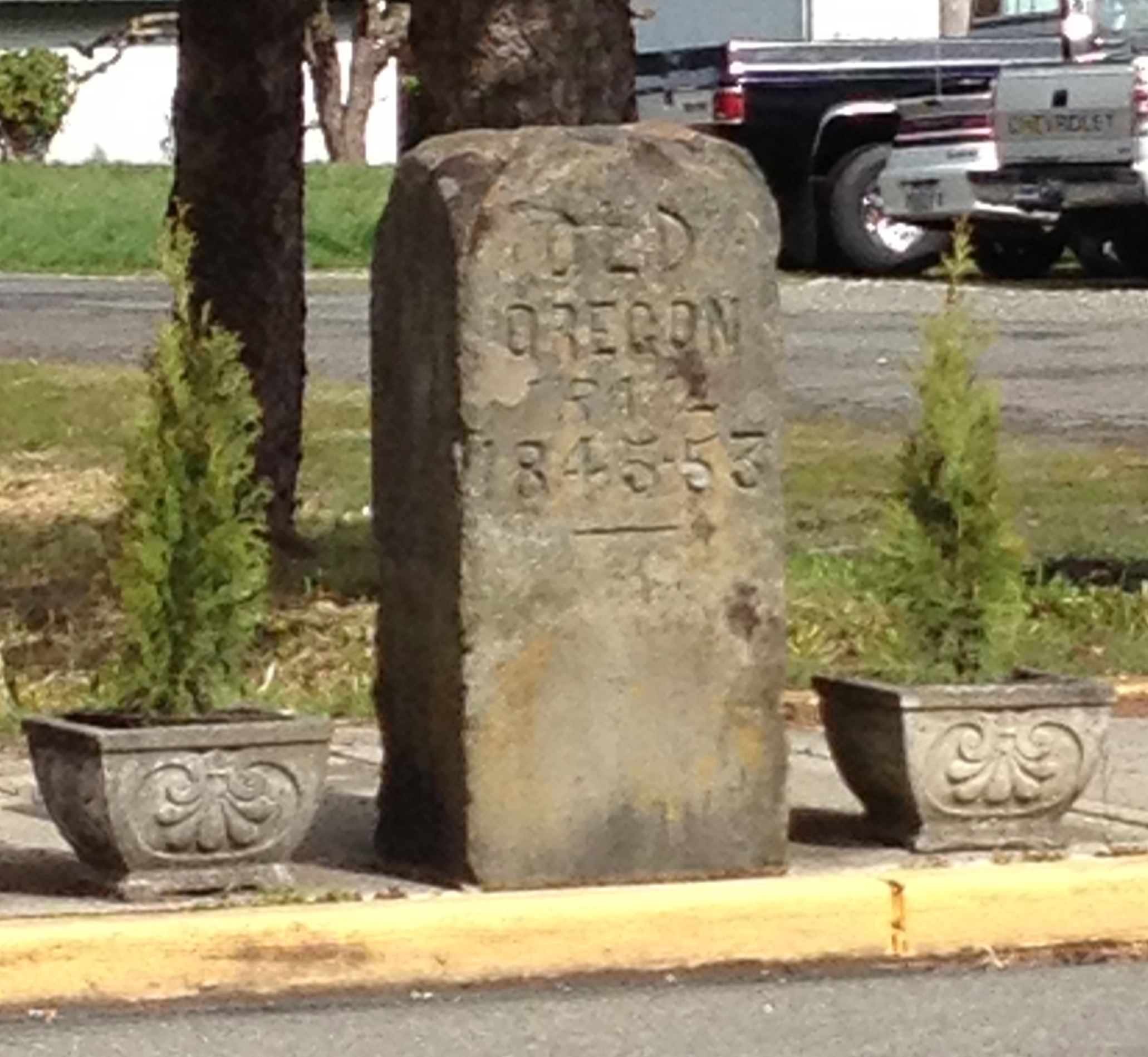
米克回归小径后在华盛顿州特奈诺竖立第一个路碑（摄于2013年）

拉森介绍米克旅程的著作写道：
人们很容易以为，以斯拉·米克1906至1908年在俄勒冈小径的非凡探险按步就班，如同润滑完美的机器……但事实并非如此……众人对此行根本没什么信心，愿意鼓励的更没几个。他的亲生女儿都表示，如果带几头老牛踏上小径，人们只会报以嘲笑……
华盛顿州特奈诺是“老俄勒冈小径纪念碑探险队”离开奥林匹亚后的第一站，米克20日乘火车前往安排此行首座路碑。没人帮他拉车，马把他和车拉进城，牛跟在后面。他向当地采石场求购合适的石头，经过雕刻于21日在特奈诺的仪式上揭幕。南下前往波特兰途中情况不再像开始时这么顺利，华盛顿州其他地点都没有人赏识他的举措，米克只能在应该立碑的位置放置木柱，但沿途城镇基本不予理睬。进入波特兰后情况依旧，一位论派教会长老投票反对米克到教堂讲演筹资，发誓不会“鼓励老人到大平原送死”。
跟随米克上路的助手大都在波特兰离开，其中一人不接受降薪，其他人自称有私人原因。仅一人留下来一起乘船走过哥伦比亚河，在达尔斯与米克分道扬镳。米克在达尔斯以30美元月薪聘请威廉·马登赶车煮饭，两人此后同行三年。米克在车上装里程錶，把达尔斯定为起点。他在达尔斯向公众自我介绍，包括畜力车和牲畜，发表俄勒冈小径主题演说并售票，成人要价50美分，儿童半价，还用立体幻灯机放映图片。他与公民委员会见面，为地方路碑筹资。路碑大多是在米克离开后竖立，他先用木柱指定位置。新闻工作者詹姆斯·奥尔德雷奇1975年的文章指出：“年过古稀的他无疑非常健康、耐力过人……引人好奇的队伍经过时，正是米克本人最引人注目，特别是飘逸白发和代表父权之胡须包围的脸”。记者巴特·里普1993年写道：“1906年东征本应是巡回演讲，但人们对坐在篷车里的老头儿更有兴趣。这是20世纪，美国人想看表演。”
米克从达尔斯继续向东，缓慢行经俄勒冈州和爱达荷州，沿途遇到的人反倒比故乡更加热情。消息逐渐传开，沿途乡亲往往为他到来做好准备，需要的石块也已订购甚至送到。1906年4月30日，米克在博伊西的愛達荷州議會大廈前为路碑揭幕。路上他就像半个世纪前一样露营，但只要进城大多就入住酒店，只是付款方尚无定论。经过怀俄明州南方山道时，米克雕刻石碑标识俄勒冈小径穿过美洲大陆分水岭的位置。

米克的回忆录写道：
看到距南方山道32公里的斯威特沃特河，悲喜交集的回忆涌上心头。我还记得多年前沿河跋涉时那波光粼粼的清澈河水、两岸的绿色低矮树丛、宁静的营地。如今我看到同一片山水飞速后退，却见不到营地篝火与瘦骨嶙峋的牛群，听不见铃铛声响和呼喊孩子的声音，也没有人在山坡上埋葬死者。一切都不知所踪。

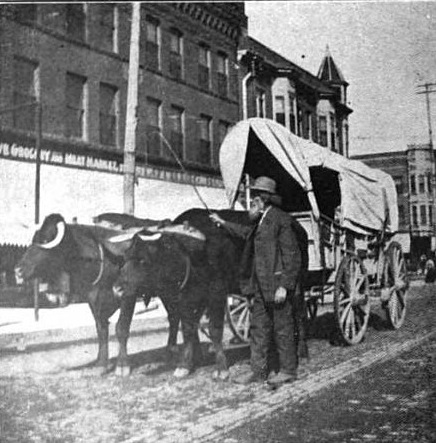
米克抵达奥哈马

内布拉斯加州对米克的宣传颇显反感，公牛特威斯特估计因食物中毒死在林肯县布雷迪附近。米克不得不向家乡发电报找支持者要钱，临时聘请几队马匹拉车。尝试用两头母牛一起拉车失败后，他把“戴夫”和母牛合为一轭，结果反倒比两头母牛更合适。米克在奥马哈畜牧场买下公牛并起名丹迪，训练它拉车朝米克曾经居住、距皮阿拉普4200公里的印第安纳波利斯前进。米克把沿途照片制成明信片，从内布拉斯加州开始销售，顺应美国当时的明信片热潮。他还把1852年旅程经历印刷成书，大部分是在1906年旅途休息时所写，利用明信片和图书销售所得支付沿途费用。西海岸报纸密切关注米克的行程，转载东部和中西部报刊文章，一旦发现有人对米克态度不佳，措辞愤怒的社论便接踵而至。

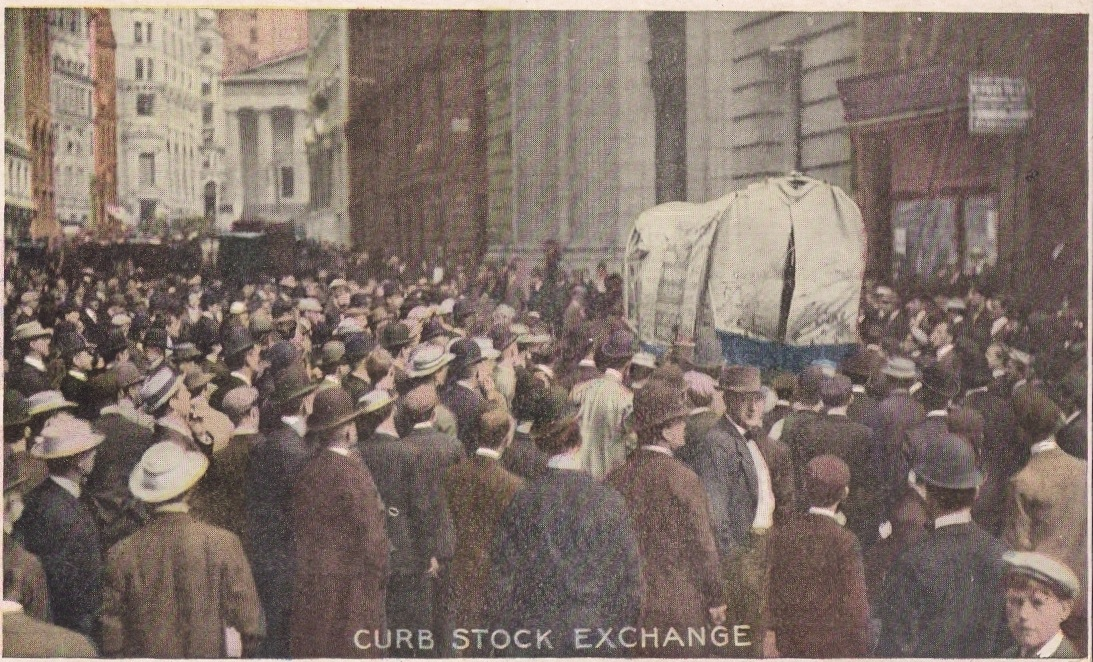
米克抵达华尔街

经过1852年出发的埃迪维尔后，米克在印第安纳波利斯停留数周，街头推销许可过期后于1907年3月1日离开。至此俄勒冈小径已经走完，他继续向东走过俄亥俄州、宾夕法尼亚州、纽约州，希望在卖货挣钱同时提升公众兴趣。他经常每到一处就停留数天，只要明信片和图书热销。抵达纽约时市长小乔治·麦克莱伦不在，代理市长表示不能颁发许可，但可以指示警察不要干涉米克做生意。代理市长的意思显然没有充分传达，警察在阿姆斯特丹大道与161街路口附近逮捕米克的助手马登，在街头赶牛有违当地法规。警察不知道怎么赶牛，米克拒绝协助，事态陷入僵局，局势在上级下令释放马登后缓解。米克想驾车驶过百老汇，但所涉法律问题花一个月才解决。相比之下，他只用六小时就驾车穿过曼哈顿，后来还驾车走过布魯克林大橋。他邀请媒体拍照，在纽约证券交易所、华尔街对面的财政部大楼留影。

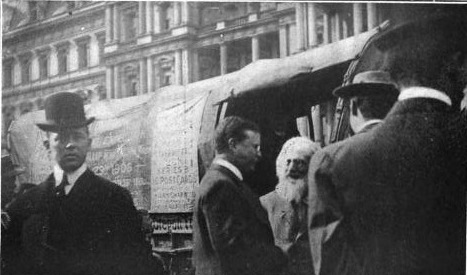
米克向西奥多·罗斯福总统（中）介绍牛车

米克在新泽西州伊丽莎白故居与亲友短暂聚首，随后南下前往哥伦比亚特区。他本想在長島牡蛎湾拜访避暑的西奥多·罗斯福，但总统幕僚不同意，请他到首都再见。经华盛顿州国会议员穿针引线，罗斯福1907年11月29日接见米克。罗斯福走出白宫看望米克的牛车和助手，表示支持他的举动，也支持米克建设横越全国公路（当时美国还没有这样的公路）纪念拓荒先锋的提议。旅程在首都划上句点，米克从匹兹堡乘火车返回皮阿拉普探望生病的夫人。返回东部路上他坐过船和火车，乘畜力车穿过密苏里州。米克在波特兰下火车后北上缓慢穿过华盛顿州，沿途反响远比出发时热烈，最后在1908年7月18日到达西雅图。

### 宣传小径（1909至1925年）

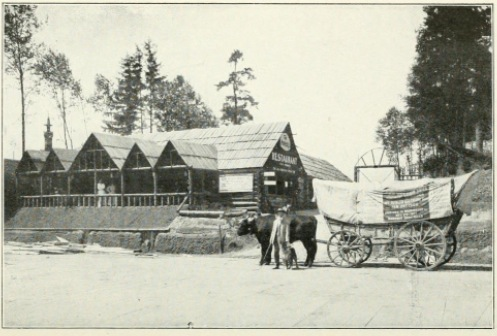
1909年米克驾牛车到西雅图参加阿拉斯加－育空－太平洋世界博览会

米克1909年在西雅图召开的阿拉斯加－育空－太平洋世界博览会经营拓荒先锋大型展厅和餐饮，后来颇为懊悔地表示此行导致前两年重返俄勒冈小径挣的钱大幅缩水。同年他还带队乘畜力车前往加利福尼亚州。1909年，已经好些年身体状况不佳的伊丽莎在西雅图去世，丈夫当时还在旧金山兜售货物，信使花费三天才找到他，北上参加葬礼后米克继续做生意。1910年元旦，米克带队驾驶牛车参加帕萨迪纳玫瑰花车游行。
1910年，联邦众议院通过旨在为俄勒冈小径路碑拨款的《汉弗莱法案》，交参议院审议时法案附带规定，国会拨款前必须等待战争部长证实无须进一步拨款。米克同年再度踏上为期两年的征程，此时重点不再是纪念物，而是找到并标识昔日小径方位。移民畜力车在路面留下的有些车辙还在，足以明确小径位置，但事情不会一直这么顺利，许多时候他只能借助老人的回忆。他走到德克萨斯州，但居民对他的计划不感兴趣。1912年米克在丹佛遭遇洪灾，准备销售的书籍受损，旅程至此结束。据弗兰克·格林的著作记载，米克两趟行程共推动竖立150块路碑。1913年参议院通过修改的《汉弗莱法案》，但因众议院没有及时审核胎死腹中。民间团体开始自行标识西部小径：美国革命之子和美国革命之女1916年在考利茨小径沿线挂纪念牌匾。

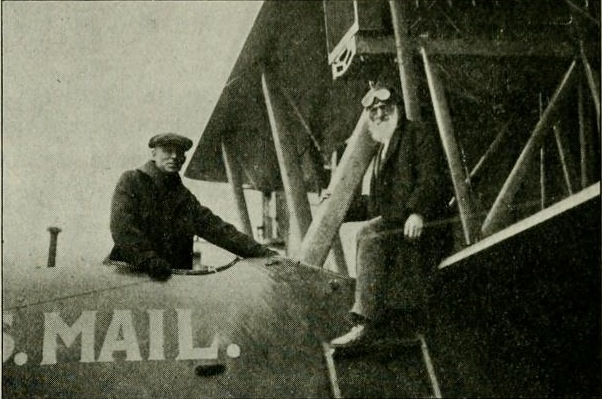
米克和助手1921年试开飞机

米克打算1915年到旧金山参加巴拿马万国博览会，1913年就开始计划。他把畜力车和牛捐给塔科马某公园，但当地官员担心为他建展馆成本太高，米克于是收回车和牲畜带往加利福尼亚州。他觉得丹迪已经不适合旅途奔波，1914年6月在波特兰宰掉并把皮运回塔科马剥制标本；戴夫同年11月在加利福尼亚州遭遇同等命运。米克的车在旧金山参展，他口中俄勒冈小径的故事是博览会明星景点。他要求在游人最多的周日开放展位，为此与州立大厦的政府官员起争执。博览会结束后，米克的牛和车留在华盛顿州历史博物馆展出，1995年展馆迁入新址，米克的车太过残旧，已不适合展示。
1916年，85岁高龄的米克乘探路者轿车再度走上俄勒冈小径。印第安纳波利斯探路者公司为制造宣传噱头把借给米克的车上盖制成类似畜力车，随车配备司机。米克还拿到少量补助，乘车从哥伦比亚特区到奥林匹亚。他认为驾车能促使公众认可建设横贯大陆公路，一路上他演讲鼓吹国家需要公路，从首都出发前他还拜访伍德罗·威尔逊总统探讨建设国家公路。

据怀俄明州俄勒冈小径拓荒先锋汤姆·桑之孙伯纳德·桑回忆：
他驾驶带篷畜力车在拉什溪旁扎营，一伙人吃起来狼吞虎咽，在周边所有牧场搜寻食物。我奶奶看到他就讨厌。他在餐桌前梳理长发，吃东西时就把假牙放进嘴里，说话时又吐出来。

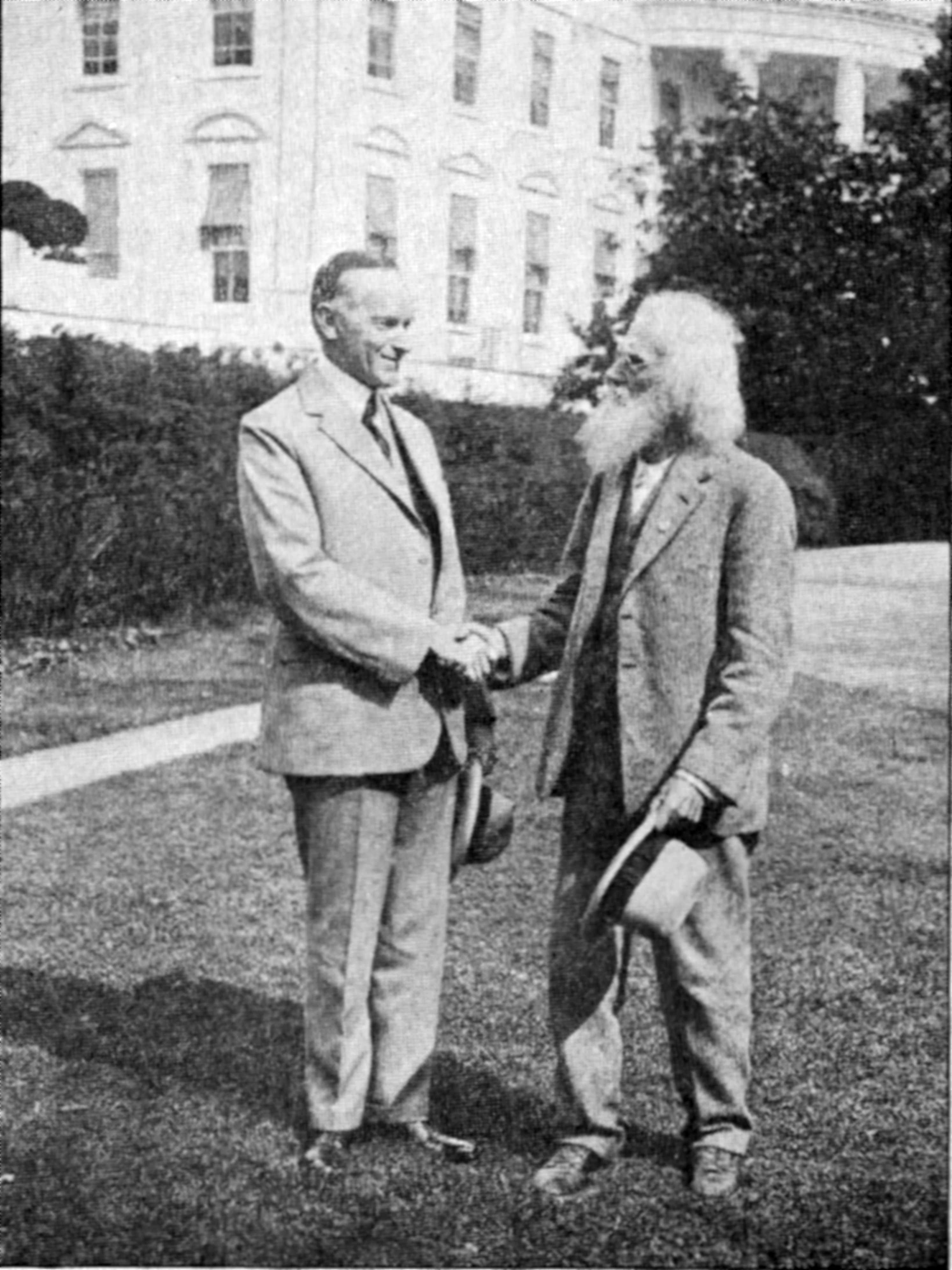
米克与卡尔文·柯立芝总统谈笑风生（1924年）

第一次世界大战令公众无瑕顾及米克，他利用这段时间计划未来。1919年12月29日是米克89岁生日，他开始撰写著作《华盛顿州七十年进步》，出版后颇受好评。他与犹他大学（后来转到纽约大学）英语教授霍华德·德里格斯合作修订后出版回忆录《俄勒冈小径的牛车岁月》。米克一生极少生病，但1922年一度病倒。报纸文章称他不愿躺在床上休息，当医生的孙子自称要尽力让爷爷躺回床上，“要是我做得到的话。”
康复后已过鲐背之年的米克开始计划新旅程。1924年俄亥俄州代顿举办国际航空赛，米克希望战争部同意他参赛，获许后与陆军飞行员奥克利·凯利一起飞行。停留博伊西时米克自称比以往乘牛车时更开心，还在代顿见到航空先驱奥维尔·莱特时称：“坐飞机和草原篷车的差别会让你惊讶不已”。公众反响热烈，军方安排凯利把米克一直送到首都，见到卡尔文·柯立芝总统后乘火车回西雅图。1924年米克竞选第47选区州众议员，希望推动政府在他70年前引导父亲等人通过的纳切斯山道修路，但在共和党初选以35票之差失利。1925年米克再度乘牛车带队上路，随《米勒西部狂野秀》巡演数月。

### 旅程终点（1925至1928年）

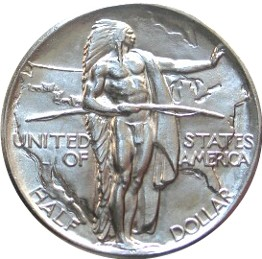
俄勒冈小径纪念半美元正面

国会1925年仍未同意拨款标识俄勒冈小径。米克从爱荷华州希望加强保护霍尔堡的组织获悉，推动国会授权发行纪念币，并在法案指定组织以面额买断纪念币后自行加价向公众销售，产生的利润就相当于联邦资助。米克从1925年开始推动国会授权半美元纪念币，用于纪念拓荒先锋并筹资。1926年4月他到参议院委员会作证，期望通过立法。国会从善如流，柯立芝1926年5月17日在米克出席的仪式上签署法案。

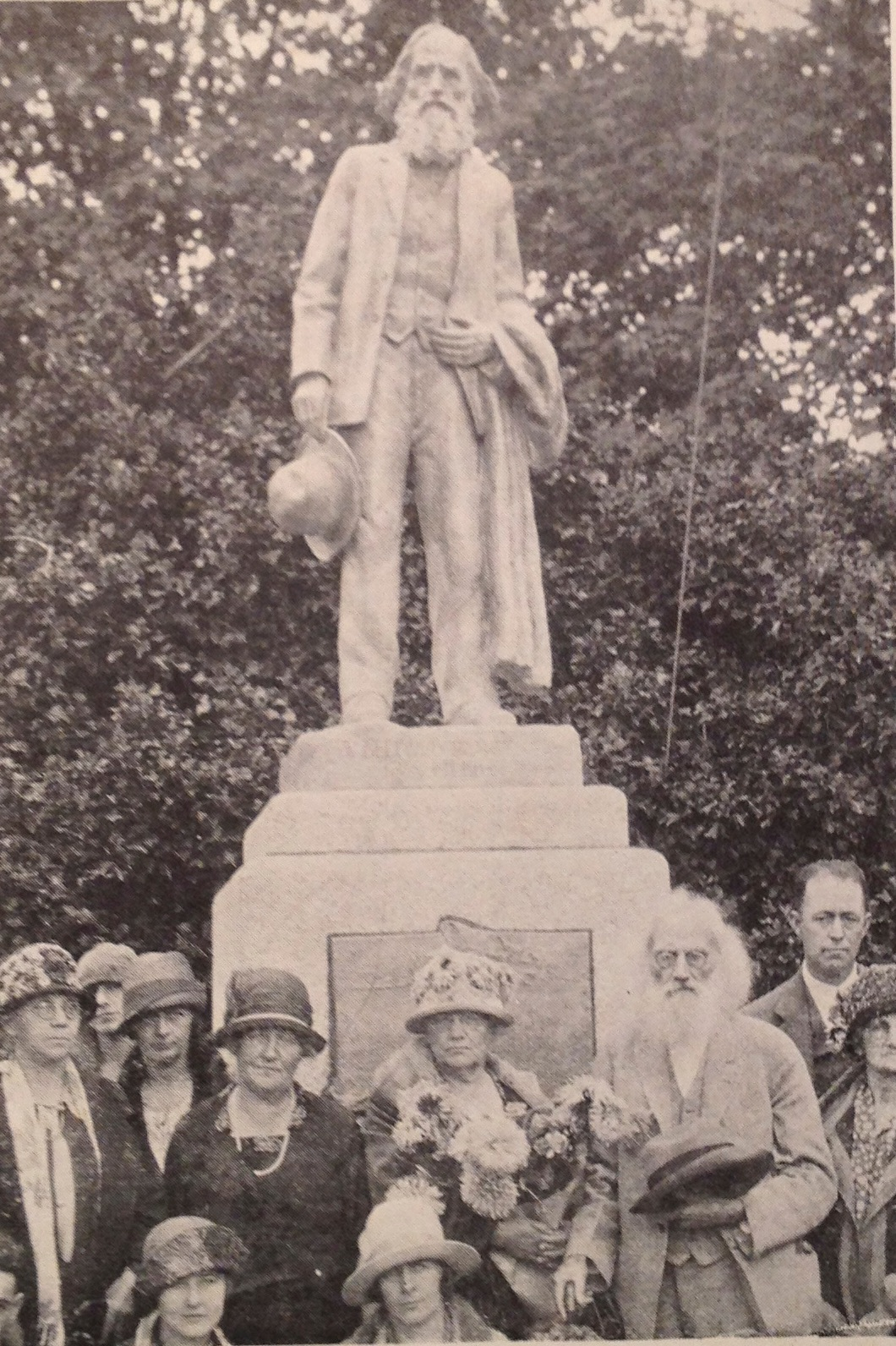
米克塑像1926年9月14日揭幕，本人（右下）出席仪式

米克1922年创办老俄勒冈小径协会，1926年初该组织在纽约注册成立俄勒冈小径纪念协会，美国公路协会在城内为他提供办公室。新法授权发行六百万枚俄勒冈小径纪念半美元，指定俄勒冈小径纪念协会有权以面值从政府买断新硬币。半美元由野牛镍币设计师詹姆斯·厄尔·弗雷泽与夫人劳拉·加丁设计。首批在费城铸币局生产4.8万枚，卖得差不多后又在旧金山铸币局铸造十万，但有很多一直没卖掉。美國鑄幣局1928年再度投产，但到米克去世都没发货，之前生产的还有数万枚卖不出。
米克搬出夫人建起的府邸后就住在西雅图，他在皮阿拉普的故居所在地建起先锋公园，市民20世纪20年代中期在园内竖立塑像致敬米克。他们还尝试保护米克的故居，为半个世纪前伊丽莎种植的常春藤搭起蔓藤架。雕塑与蔓藤架建好后，米克于1926年回皮阿拉普参加揭幕式。95岁高龄的米克同年出版一生唯一的长篇小说《凯特·马尔霍尔，俄勒冈小径罗曼史》。

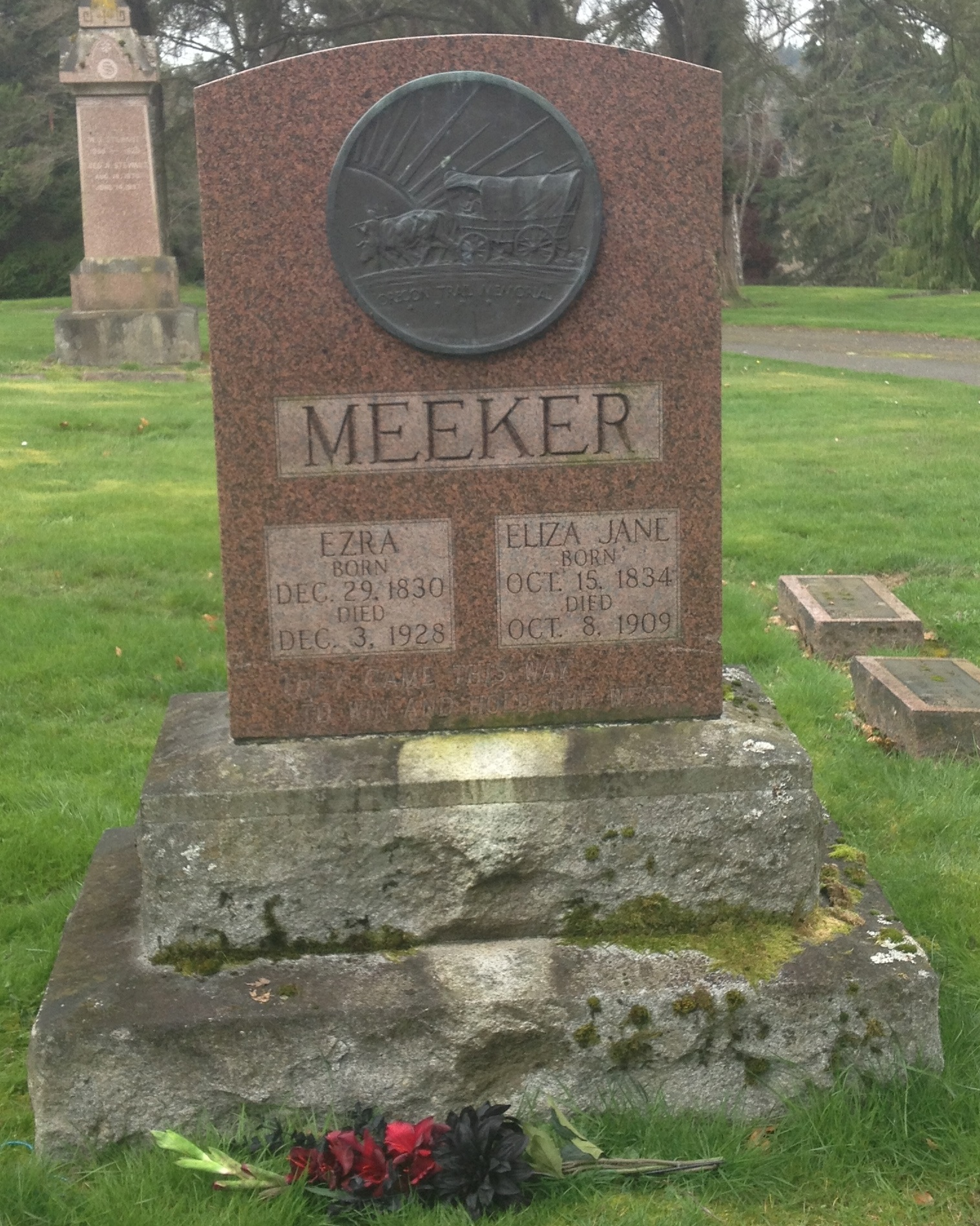
皮阿拉普的以斯拉·米克之墓

米克再度倡导建设更高级的道路并获亨利·福特支持，福特为他订制的A型车上盖类似篷车，人称“牛汽车”，用于米克宣扬公路建设的新征程。1928年10月他在底特律因肺炎入院，回到西雅图后再度病倒。米克住进弗莱酒店，对女儿埃拉·米克·坦普尔顿表示“我不能死。我的事业还没完成。”1928年12月3日，以斯拉·米克与世长辞，距他98岁生日只差一个月。他的遗体运回皮阿拉普，与伊丽莎相伴长眠伍德宾墓园。俄勒冈小径纪念协会1939年立起墓碑，上方是米克推动面世的俄勒冈小径纪念半美元图案，最下方的铭文写道：“他们为赢得并保住西部而来”。

## 影响

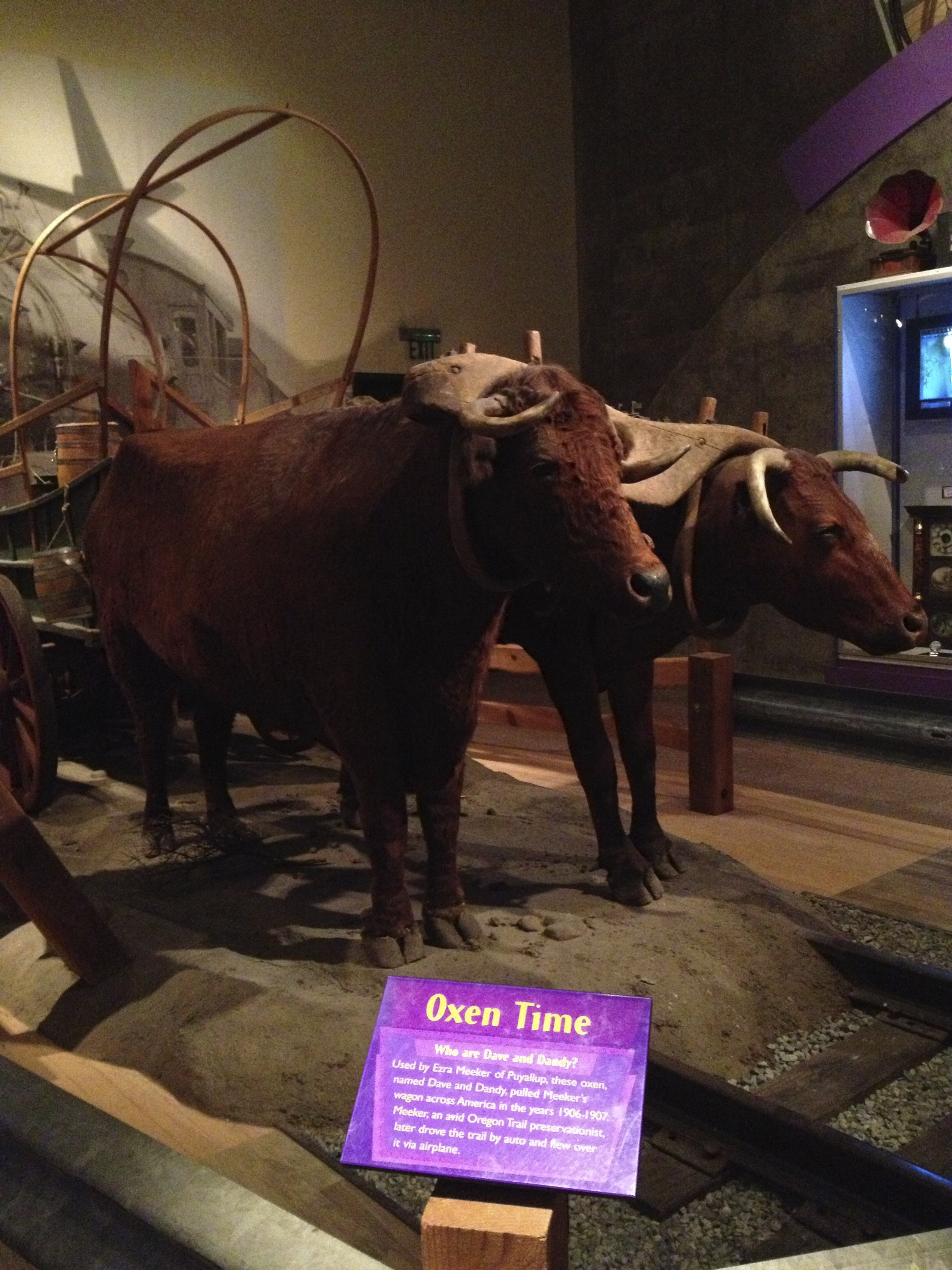
戴夫与丹迪2013年在位于塔科马的华盛顿州历史学会博物馆展出

德里格斯继任俄勒冈小径纪念协会主席，协会更名美国拓荒先锋步道协会后继续任主席直到1963年以89岁高龄谢世。1930年是米克百年诞辰，也是首批畜力篷车从圣路易斯前往俄勒冈国100周年，人称“篷车百年纪念”。怀俄明州独立石乃俄勒冈小径地标，7月3至5日此地举办盛大活动，包括在独立石上镶嵌牌匾向米克致敬。俄勒冈小径纪念协会多年夏季在小径沿线立碑。美国拓荒先锋步道协会退出历史舞台后，各州历史学会和俄勒冈－加利福尼亚小径协会等组织还在延续米克的事业。
20世纪30年代俄勒冈小径纪念半美元持续投产，每批数量都不多，价格虚高、种类繁多且长期延续引起收藏爱好者不满，国会1939年禁止继续发行。20世纪20年代建成的林肯公路开横贯美国公路先河，同类公路接踵而至。米克沿小径建公路的期望未能落实，但30号美国国道基本与小径平行。皮阿拉普保有许多米克的遗址，如墓地、经过修复现归以斯拉·米克历史学会所有的米克府邸，先锋公园可见缠满常春藤的蔓藤架。

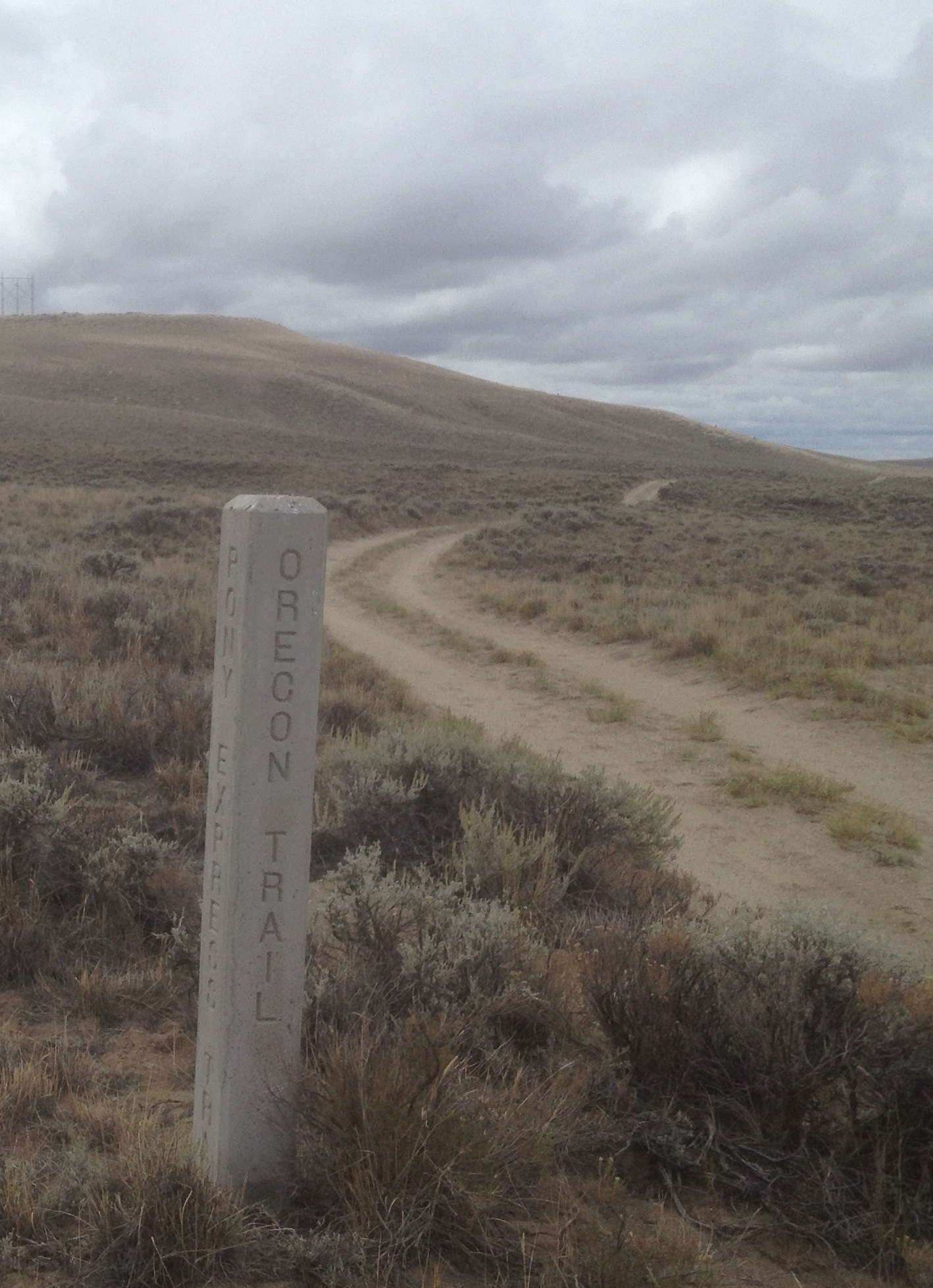
奧勒岡小徑

地方史家洛里·普莱斯指出：“米克近98年的漫长人生注重行动”。史家大卫·达里的俄勒冈小径主题著作声称，米克为公众对小径重燃兴趣立下汗马功劳。伯特·韦伯表示，如果没有米克独自坚持、没有政府资助，如今就不会有留给世人欣赏的俄勒冈小径。

德里格斯在米克去世后表示：
商贩、猎人、淘金客、传教士、殖民者以火光照亮并踏过小径，直到公路从密苏里河直通太平洋。白驹过隙、铁道取代古老的俄勒冈小径，它的位置已为人遗忘，争议四起。这时那年近杖朝的老人爬上草原篷车，再现拓荒先锋西进之路，重返小径并标以路碑，或许人们乃至民族此后都不会忘记。

## 著作
- . Olympia, Washington Territory: Printed at the Transcript Office. 1870  [2022-04-05]. ISBN 9780665156052. OCLC 718439467.
- . W.A. Lawrence. Puyallup, Washington Territory: E. Meeker & Co. 1880  [2022-04-05]. OCLC 499484270.
- . Seattle, WA: Lowman & Hanford Stationery and Print. Co. 1905  [2022-04-05]. OCLC 667877082.
- . New York, NY: Ezra Meeker. 1907  [2022-04-05]. OCLC 285181271、669330590.
- . Seattle, WA: Rainier Print. Co. 1908  [2022-04-05]. OCLC 679498491. （原始内容存档于2022-04-24）.
- . Saint Louis, MO: McAdoo Printing Co. 1912.
- . Tacoma, WA: D. W. Cooper. c. 1915. hdl:1957/12386. OCLC 4935396、680290582.
- . Seattle, WA: Ezra Meeker. 1916  [2022-04-05]. OCLC 679500468. （原始内容存档于2022-04-24）.
- . Seattle, WA / Tacoma, WA: Allstrum Printing Co. 1921  [2022-04-05]. OCLC 644000145、300598059. （原始内容存档于2022-04-05）.
- Driggs, Howard R. (编). . Pioneer life series. F.N. Wilson (illustrator). Yonkers-on-Hudson, NY: World Book Co. 1922  [2022-04-05]. OCLC 53229256、746979402、681269138. （原始内容存档于2021-12-31）.
- . Landers Sanford, M.; Kausch, Rudolf A.; Lyons, Oscar W. (illustrators). New York, NY: Ezra Meeker. 1926  [2022-04-05]. OCLC 701648479. （原始内容存档于2022-04-05）.

## 脚注
1. ↑  Meeker 1909.
2. 1 2  Green，第9頁.
3. ↑  Meeker 1922，第1–2頁.
4. ↑  Jacob Grave.
5. ↑  Meeker 1922，第2–13頁.
6. 1 2  Price 1982，第C3頁.
7. ↑  Meeker 1922，第15–20頁.
8. 1 2 3 4  PCH198407-03，第D3, D20, D21頁.
9. 1 2  Ezra Meeker Historical Society 1972，第5頁.
10. 1 2 3  Larsen 2013，第7–9頁.
11. ↑  Webber 1992，第14頁.
12. ↑  Meeker 1922，第22頁.
13. ↑  Webber 1992，第15–16頁.
14. 1 2  Meeker 1922，第33–34頁.
15. 1 2  Webber 1992，第15頁.
16. ↑  Meeker 1922，第43–55頁.
17. ↑  Meeker 1922，第55–69頁.
18. ↑  Ezra Meeker Historical Society 1972，第6頁.
19. ↑  Meeker 1922，第22, 50頁.
20. ↑  Price 1984，第D3, D9頁.
21. ↑  Webber 1992，第18頁.
22. ↑  Webber 1992，第19–20頁.
23. ↑  TNT19220104.
24. ↑  Webber 1992，第20頁.
25. ↑  Meeker 1922，第78–105頁.
26. ↑  Meeker 1922，第108–134頁.
27. ↑  Webber 1992，第20–21頁.
28. 1 2 3  Webber 1992，第21頁.
29. 1 2  Ezra Meeker Historical Society 1972，第9頁.
30. ↑  Nisqually.
31. ↑  Leschi's first trial.
32. 1 2 3 4 5  Becker 2006.
33. 1 2  Founder，第25頁.
34. 1 2 3 4 5  Price 1990，第36–37, 43頁.
35. ↑  Price 2004，第4B頁.
36. ↑  PSH18690711，第2頁.
37. ↑  VR18690703，第1頁.
38. ↑  Webber 1986，第21頁.
39. ↑  Price & Anderson 2002，第46頁.
40. ↑  post office.
41. ↑  Map.
42. 1 2  Ezra Meeker Historical Society 1972，第13頁.
43. 1 2  Ezra Meeker Historical Society 1972，第11頁.
44. ↑  Convention.
45. ↑  Meeker 1896，第12頁.
46. ↑  Harper 1898，第676頁.
47. ↑  Mansion，第26頁.
48. 1 2  Ezra Meeker Historical Society 1972，第14頁.
49. ↑  Larsen 2009，第1–2頁.
50. ↑  Price & Anderson 2002，第71頁.
51. ↑  Larsen 2009，第5頁.
52. ↑  Larsen 2009，第4–7頁.
53. ↑  Larsen 2009，第9–11頁.
54. 1 2 3  Webber 1992，第22頁.
55. ↑  Larsen 2009，第8–9, 103頁.
56. ↑  Larsen 2009，第3, 9, 120–121頁.
57. ↑  Ezra Meeker Historical Society 1972，第12–13頁.
58. ↑  Dary，第311頁.
59. ↑  Webber 1992，第22–23頁.
60. ↑  Webber 1992，第23–27頁.
61. ↑  Webber 1992，第24–26頁.
62. ↑  Larsen 2006，第8–9頁.
63. ↑  Webber 1992，第26頁.
64. ↑  Larsen 2006，第10頁.
65. 1 2  Ezra Meeker Historical Society 1972，第16頁.
66. ↑  Webber 1992，第29–30頁.
67. ↑  Larsen 2006，第15頁.
68. ↑  Larsen 2006，第8頁.
69. ↑  Meeker 1922，第173–174頁.
70. ↑  Larsen 2006，第6, 16頁.
71. ↑  Larsen 2006，第8, 17–20頁.
72. ↑  Larsen 2006，第22–27頁.
73. 1 2  Aldredge 1975，第3–5頁.
74. ↑  Ripp 1993，第3–4頁.
75. ↑  Webber 1992，第33–49頁.
76. ↑  Webber 1992，第50頁.
77. ↑  Meeker 1922，第195頁.
78. ↑  Larsen 2006，第51–55頁.
79. ↑  Webber 1992，第59–60頁.
80. ↑  Meeker 1922，第211頁.
81. ↑  Larsen 2006，第61–68頁.
82. ↑  Larsen 2006，第56–61, 68–77頁.
83. ↑  Meeker 1922，第214–218頁.
84. ↑  Larsen 2006，第86–114頁.
85. 1 2 3 4  Larsen 2006，第117頁.
86. ↑  Webber 1992，第92頁.
87. ↑  Larsen 2006，第97–98頁.
88. ↑  Green，第28頁.
89. ↑  Webber 1992，第65頁.
90. 1 2 3  Green，第30頁.
91. 1 2  Green，第33頁.
92. ↑  Larsen 2006，第20–21頁.
93. ↑  Dave and Dandy.
94. ↑  Green，第20, 22頁.
95. ↑  Larsen 2006，第116頁.
96. ↑  Webber 1992，第65–68頁.
97. ↑  Meeker's markers，第A1, A24頁.
98. 1 2  Dary，第322頁.
99. ↑  Ezra Meeker Historical Society 1972，第17頁.
100. ↑  Ezra Meeker Historical Society 1972，第19頁.
101. 1 2  Ezra Meeker Historical Society 1972，第19–20頁.
102. ↑  Webber 1992，第68–69頁.
103. ↑  Webber 1992，第68–71頁.
104. ↑  NYT1924.
105. ↑  TacomaNT1925.
106. ↑  Webber 1986，第14–21頁.
107. ↑  Driggs, Meeker & Oregon Trail Memorial Association 1932，第13頁.
108. ↑  Dary，第323–326頁.
109. 1 2 3  Price & Anderson 2002，第73頁.
110. 1 2  Dary，第325頁.
111. ↑  Ezra Meeker Historical Society 1972，第20–21頁.
112. ↑  Webber 1992，第71頁.
113. ↑  Webber 1986，第23–25頁.
114. ↑  Dary，第325–330頁.
115. ↑  Webber 1986，第24頁.
116. ↑  Larsen 2006，第118頁.
117. ↑  Mansion.
118. ↑  Pioneer Park.
119. ↑  Webber 1992，第35頁.
120. ↑  Statue & Cabin.
121. ↑  Webber 1992，第7頁.
122. ↑  Driggs, Meeker & Oregon Trail Memorial Association 1932，第7–8頁.

## 扩展阅读
- Larsen, Dennis M. . Pullman, WA: Washington State University Press. 2016. ISBN 978-0-87422-342-2.
- . University of Washington Libraries.   [2011-06-11]. （原始内容存档于2011-06-11）.